# 뱀 성운
뱀 성운(Snake Nebula, S-Type Nebula, Barnard 72)은 뱀주인자리에 있는 암흑 성운이다. 뱀주인자리 세타 부근에 있으며, 많은 별을 배경으로 흡수물질이 길쭉하게 마치 뱀과 같이 S자 모양을 하고 있다. 어둡지만 밝게 보이며, +2.5등으로 추정된다. S자형 성운은 은하수에 걸쳐 있어서 은하수가 보이지 않는 지역은 볼 수 없는 성운이다. 이와 비슷한 성운으로 E자형 성운이 있다.

## 특징
뱀 성운(snake nebula)은 19세기 말 바나드(E.E. Barnard)에 의해 목록화된 182개 암흑지역 중 한 곳으로, Barnard 72(B72)라 부른다. 위 사진에서 오른쪽 구불구불한 검은 지역이 말 머리 성운 다음으로 유명한 뱀 성운이다. 또한 가느다란 곡선이 S자 모양을 닮아 ‘S자 성운’이라고도 부른다.

## 별 존재 여부
뱀 성운은 성간 분자운과 성간 먼지로 구성되어 있어 새로운 별이 탄생하는 지역인데, 이 지역에 산재하는 성간 먼지 입자는 주로 탄소로 구성되어 가시광선을 흡수하고 적외선을 재방출한다. 재방출된 적외선은 우리 눈에는 보이지 않으므로, 우리가 보는 지역의 배경 별빛을 차단하여 마치 별이 없는 지역인 듯한 착각을 불러 일으킨다.

## 위치 및 거리
뱀 성운은 뱀주인자리의 북쪽으로 1.5도 정도 치우친 곳에 위치하며 궁수자리와 전갈자리 사이의 은하수에서 뱀이 쉬고 있는 형상이다. 태양으로부터 약 650광년 떨어진 곳에 위치하며, 보름달 정도의 겉보기 크기를 가진다.

## 구조
사진 왼편 검은 부분은 아래에서부터 B68, B69, B71, B70이고, 오른쪽의 길게 굽이치는 모습이 B72(뱀 성운)이다.